# Syngonanthus upembaensis
Syngonanthus upembaensis là một loài thực vật có hoa trong họ Eriocaulaceae. Loài này được Kimp. miêu tả khoa học đầu tiên năm 1991.